# Gustav-Adolf-Kirche (Hanau)

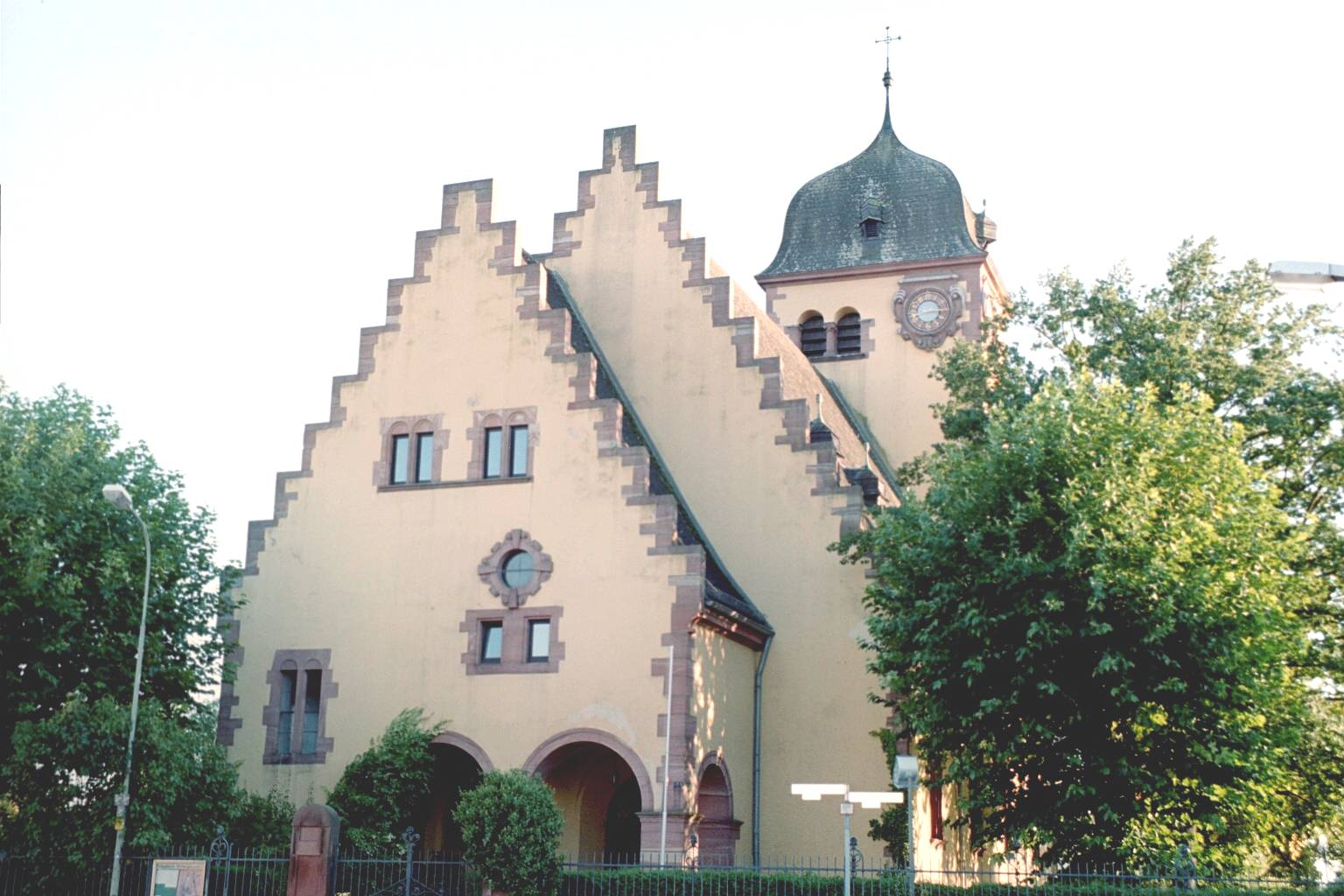
Gustav-Adolf-Kirche, straßenseitig

Die Gustav-Adolf-Kirche ist die Pfarrkirche der evangelischen Gemeinde in Großauheim, einem Stadtteil von Hanau. Sie gehört zur Kirchengemeinde Kirche am Limes der Evangelischen Kirche von Kurhessen-Waldeck.

## Lage

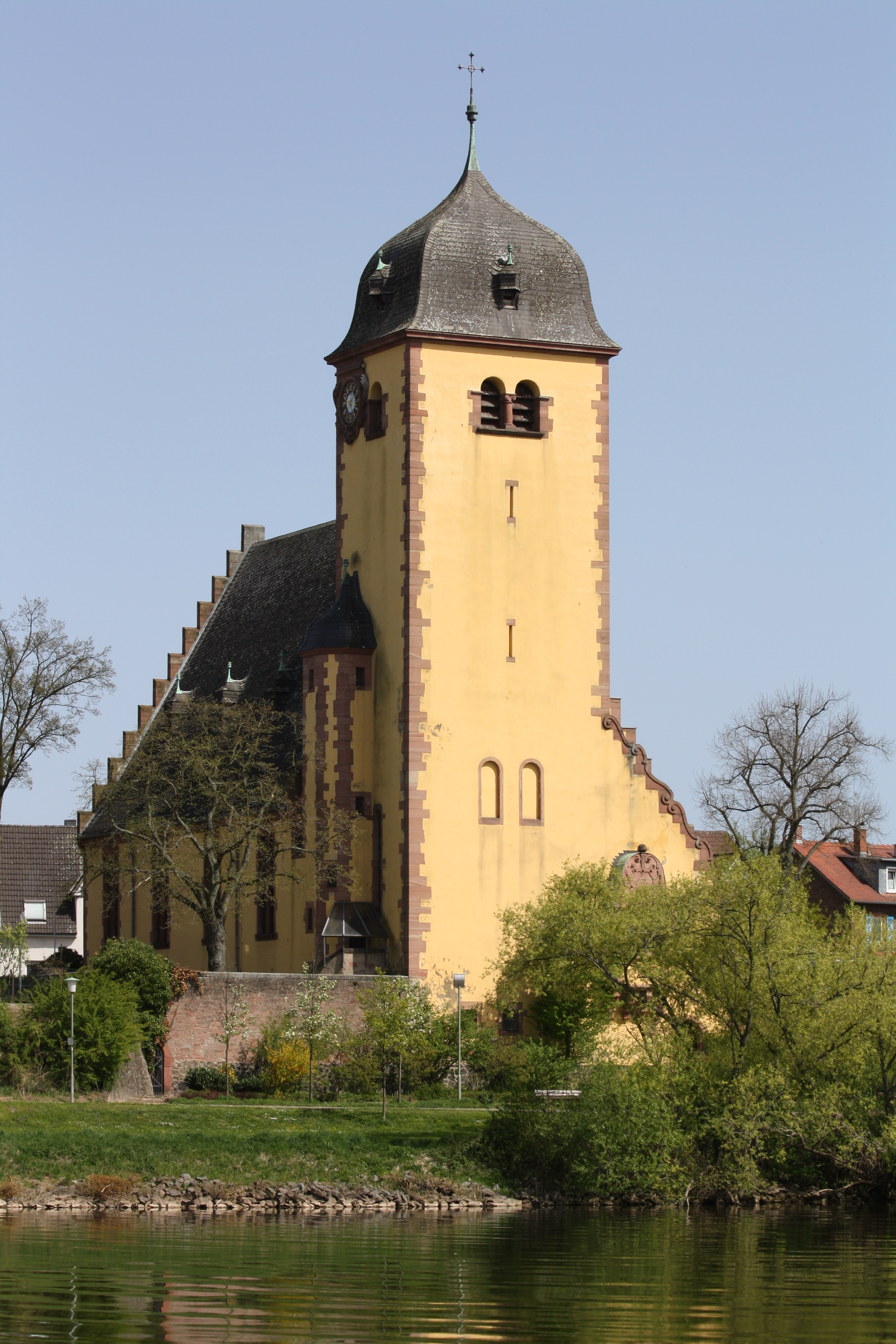
Gustav-Adolf-Kirche vom gegenüberliegenden Mainufer aus gesehen

Die Kirche liegt in der Paul-Gerhardt-Straße 17 unmittelbar am Mainufer oberhalb der mittelalterlichen Altstadt und bildet mit der benachbarten katholischen Kirche St. Paul ein markantes Ensemble.

## Geschichte
Großauheim war durch seine Zugehörigkeit zu Kurmainz historisch ein katholischer Ort. Erst mit der Industrialisierung Ende des 19. Jahrhunderts zogen die ersten Protestanten nach Großauheim. Nachdem bereits 1893 eine evangelische Volksschule in Großauheim gegründet werden konnte, entstand 1896 in einer ehemaligen Eisengießerei ein einfacher Betsaal für die ca. 400 Gläubigen. Um eine Kirche zu bauen, erwarb die Hanauer Johanneskirchgemeinde, zu der Großauheim bis zur Gründung einer eigenen Kirchengemeinde 1898 gehörte, ein Grundstück auf dem Gebiet der heutigen Lindenauschule. Das Gelände wurde jedoch kurz darauf wieder verkauft, weil es sich als ungeeignet erwies. Für den Verkauf sprach auch die Erwägung, dass sich Großauheim hauptsächlich entlang des Mains und nicht ins Landesinnere entwickeln werde.
So kam es zum Erwerb des heutigen Grundstücks unmittelbar am Mainufer. Die Grundsteinlegung fand am 19. September 1909 statt, am 22. Januar 1911 wurde die Kirche eröffnet. Sie wurde erst im Jahr 1956 zu Ehren des Gustav-Adolf-Werks benannt, das den Kirchenbau maßgeblich finanziert hatte. Bereits 1910 wurde die Großauheimer Kirchengemeinde zur Hilfspfarrei erhoben, 1914 war sie dann eine ordentliche Pfarrei.
Im Zweiten Weltkrieg erlitten Kirche und Pfarrhaus schwere Schäden. Bei der Renovierung wurden die zum Main zeigenden Fenster zugemauert. Letztmals wurde die Kirche 1985/86 grundlegend renoviert.
Heute ist die Gustav-Adolf-Kirche die Pfarrkirche der Kirchengemeinde Kirche am Limes, zu der neben Großauheim auch das benachbarte Großkrotzenburg gehört. Neben dieser Kirche verfügt die Kirchengemeinde über einen Betsaal im 1968 errichteten Gemeindehaus in der Waldsiedlung; in Großkrotzenburg wird die ehemalige Synagoge als Kirche weitergenutzt. Heute leben in Großauheim ca. 2900 Protestanten, die somit weiterhin eine (wenn auch große) Minderheit gegenüber den Katholiken darstellen; in Großkrotzenburg leben 1500 Protestanten.
Die Gustav-Adolf-Kirche ist ein Kulturdenkmal aufgrund des Hessischen Denkmalschutzgesetzes.

## Architektur und Ausstattung
Die Gustav-Adolf-Kirche ist eine Saalkirche mit Seitenschiff. Sie ist, anders als die benachbarte Kirche St. Paul, quer zum Main in Nordost-Südwest-Richtung ausgerichtet.
Ursprünglich verfügte die Kirche über drei Bronzeglocken, von denen jedoch zwei während des Ersten Weltkriegs eingeschmolzen wurden. Aufgrund der wirtschaftlichen Lage in der Weimarer Republik musste die Kirchengemeinde 1922 die verbliebene Bronzeglocke gegen drei Glocken aus Gusseisen eintauschen. Erst im Jahr 2002 konnte das ursprüngliche Glockengeläut mit drei Bronzeglocken wiederhergestellt werden.
Die Orgel stammt aus dem Werk des Orgelbauers Wilhelm Ratzmann in Gelnhausen. Sie wurde letztmals 2010 restauriert.